# Сапфир (филм, 1959)
„Сапфир“ (на английски: Sapphire) е британска мистерия от 1959 година, засягаща темата за расизма в британското общество в средата на XX век.

## Сюжет
Млада, бременна жена е открита мъртва в лондонския парк Хемптън Хийт. По тялото и личат следи от насилствена смърт. Скоро е разкрита важна информация. Въпреки че тя изглежда като типична представителка на европеидната раса, всъщност е мулатка, родена от брака на бял баща и тъмнокожа майка. Нейния годеник, Дейвид Харис (Пол Мейси), млад и преуспяващ англичанин не буди подозрения за престъплението. Старшият полицейски офицер Робърт Хазард (Найджъл Патрик) и инспекторът Фил Лийройд (Майкъл Крейг) започват издирването на убиеца в социално неблагополучните райони на града, населени от тъмнокожи британци, емигранти от колониите. Разследването и тънката психологическа игра на нерви от страна на Хазард довеждат следите до неочакван извършител на убийството, дама от заможно и порядъчно семейство, криеща расовите си предразсъдъци зад маската на благоприличието.

## В ролите
- Найджъл Патрик като Робърт Хазард
- Майкъл Крейг като Фил Лийройд
- Ивон Митчъл като Милдред
- Пол Мейси като Дейвид Харис
- Бърнард Майлс като Тед Харис
- Олга Линдо като мисис Харис
- Ърл Камерън като доктор Робинс
- Гордън Хийт като Пол Слейд
- Джослин Бритън като Патси
- Хари Беърд като Джони Фидъл
- Орландо Мартинс като бармана
- Рупърт Дейвис като Джак Ферис
- Ивон Бъкингам като Сапфир Робинс

## Награди и номинации
- Награда БАФТА за най-добър британски филм от 1960 година.
- Награда на „Британската общност на кинооператорите“ за най-добра операторска работа на Хари Уаксман от 1959 година.
- Награда Едгар от наградите „Едгар Алън По“ за най-добър чуждестранен филм през 1960 година.
- Трето място за наградата Съркъл на „Филмовите критици на Ню Йорк“ за най-добър режисьор на Базил Диърдън през 1959 година.
- Номинация за наградата БАФТА за най-добър филм от 1960 година.
- Номинация за наградата БАФТА за най-добра британска актриса на Ивон Митчъл от 1960 година.
- Номинация за наградата БАФТА за най-добър британски сценарий на Джанет Грийн от 1960 година.[1]